# The Five Gold Bands
The Five Gold Bands - Cele cinci brățări de aur este un roman science-fiction picaresc al scriitorului american Jack Vance, publicat pentru prima dată în numărul din noiembrie 1950 al revistei Startling Stories. 
Cinci descendenți ai inventatorului motorului spațial au cinci brățări de mână din aur, care sunt cheile unice ale invenției. Pentru a putea folosi motorul, protagonistul trebuie să ucidă acești descendenți și să folosească cunoștințele acumulate.
Romanul a fost publicat în 1953 ca o carte separată sub titlul The Space Pirate, iar în 1963 a fost asociat cu lucrarea lui Vance care a câștigat Premiul Hugo pentru cea mai bună nuvelă, Dragon Masters sub forma unei ediții Ace Double.

## Rezumat
Aventurierul irlandez picaresc Paddy Blackthorn este prins în încercarea sa de a fura o unitate spațială interstelară și este condamnat la moarte de către consiliul conducător al oamenilor mutanți. Creatorul mutanților le-a dat secretul acestor motoare spațiale și, prin urmare, un monopol asupra călătoriilor în spațiu, ceea ce le permite să domine oamenii normali. 
În timpul evadării sale, Paddy descoperă că toate cunoștințele despre cum se fabrică motoarele au fost stocate în cinci brățări de mână din aur, câte una pentru fiecare rasă de mutanți. Acestea sunt ascunse în cinci locuri secrete pentru a nu fi găsite. Cu ajutorul unui femei frumoase care este agent secret, Fay Bursill, Paddy caută planetele de origine ale fiecărei specii de mutanți, în speranța că pământenii își vor putea relua locul potrivit în spațiu. 

## Teme principale

Prima publicație în ediția din noiembrie 1950 a Startling Stories. Copertă de Earle Bergey

Cu toate că este unul dintre primele eforturi literare ale lui Vance, The Five Gold Bands prezintă multe dintre elementele stilistice care ar putea să caracterizeze multe dintre lucrările sale de mai târziu: un protagonist colorat care realizează fără intenție binele mai mare într-o încercare frenetică și disperată de a-și salva propria viață (și avere), numeroase locuri exotice populate de specii simțitoare la fel de exotice și tema unei vânători de comori. De asemenea, introduce o altă temă frecventă a operei lui Vance - faptul că mediul unei planete extraterestre va schimba orice coloniști umani în câteva generații, în așa fel încât abia vor mai fi recunoscuți ca oameni. 